# This is Holland
THIS IS HOLLAND is een toeristische attractie met panoramavliegsimulator in Amsterdam. De attractie opende in 2017 in Amsterdam-Noord, naast het Eye Filmmuseum, in een 24 meter hoog cilindrisch paviljoen op het voormalige Shellterrein Overhoeks, boven de ondergrondse parkeergarage van de A'DAM Toren.

## Geschiedenis
De attractie is gebaseerd op de attractie Soarin', die in 2001 in Disney California Adventure Park de eerste ter wereld was. Het initiatief voor de attractie in Nederland werd genomen door het bedrijf Brand New Leisure met als werktitel Fly over Holland, en zou oorspronkelijk openen in 2015. Brand New Leisure kwam later in financiële problemen door het failliet gaan van het attractiepark Yumble. Het project is in 2016 overgenomen door vastgoedbedrijf Nedstede. This is Holland was bij opening de vierde panoramavliegsimulator in Europa en de eerste van de Benelux.
De attractie kostte 18 miljoen euro en is daarmee een van de duurste attracties van Nederland. De simulator is gebouwd door de pretparkattractiebouwer Vekoma en Brogent Technologies.
Per 31 maart 2022 wordt This is Holland geëxploiteerd door Merlin Entertainments.

## Opzet

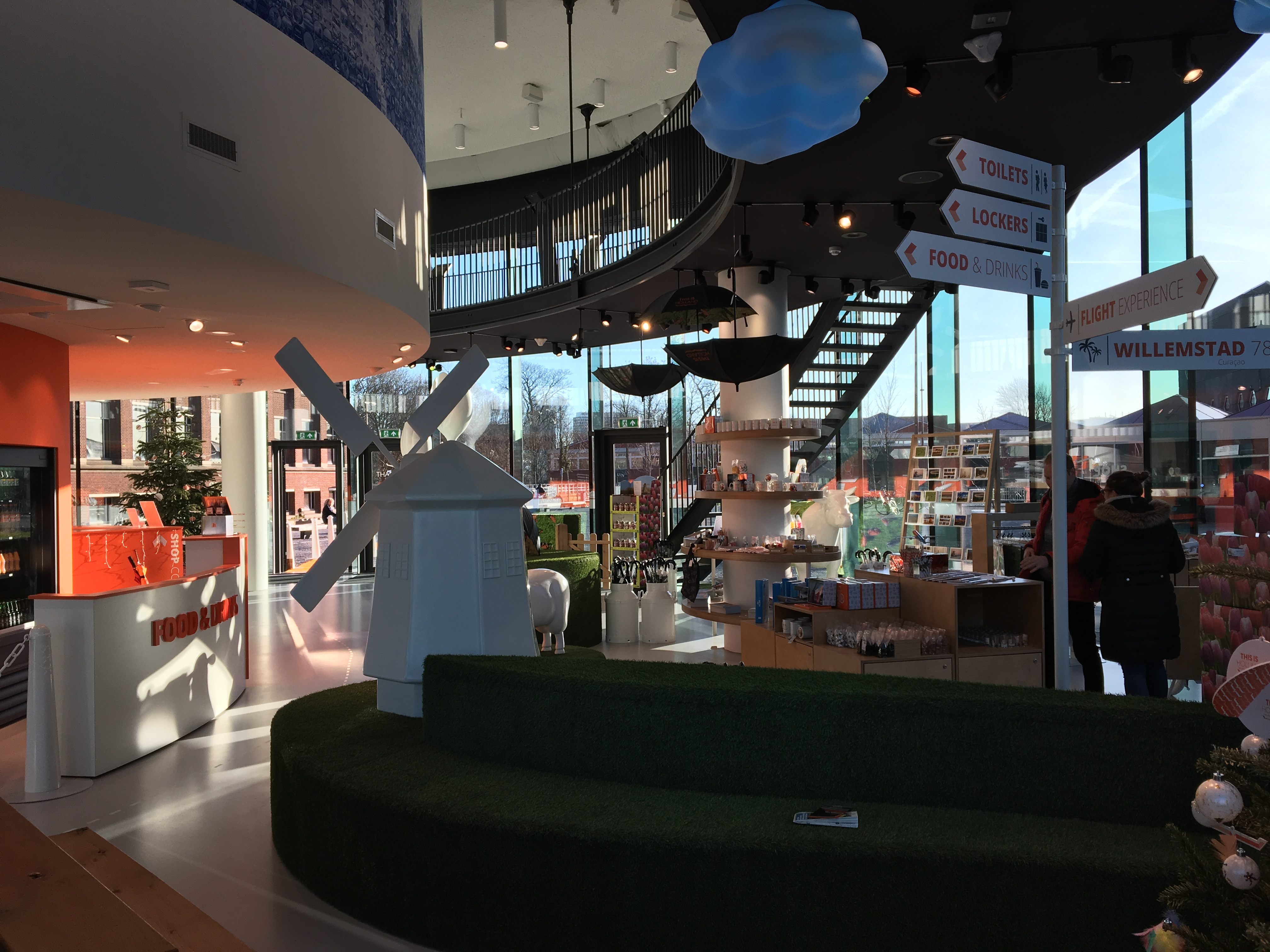
Entreehal

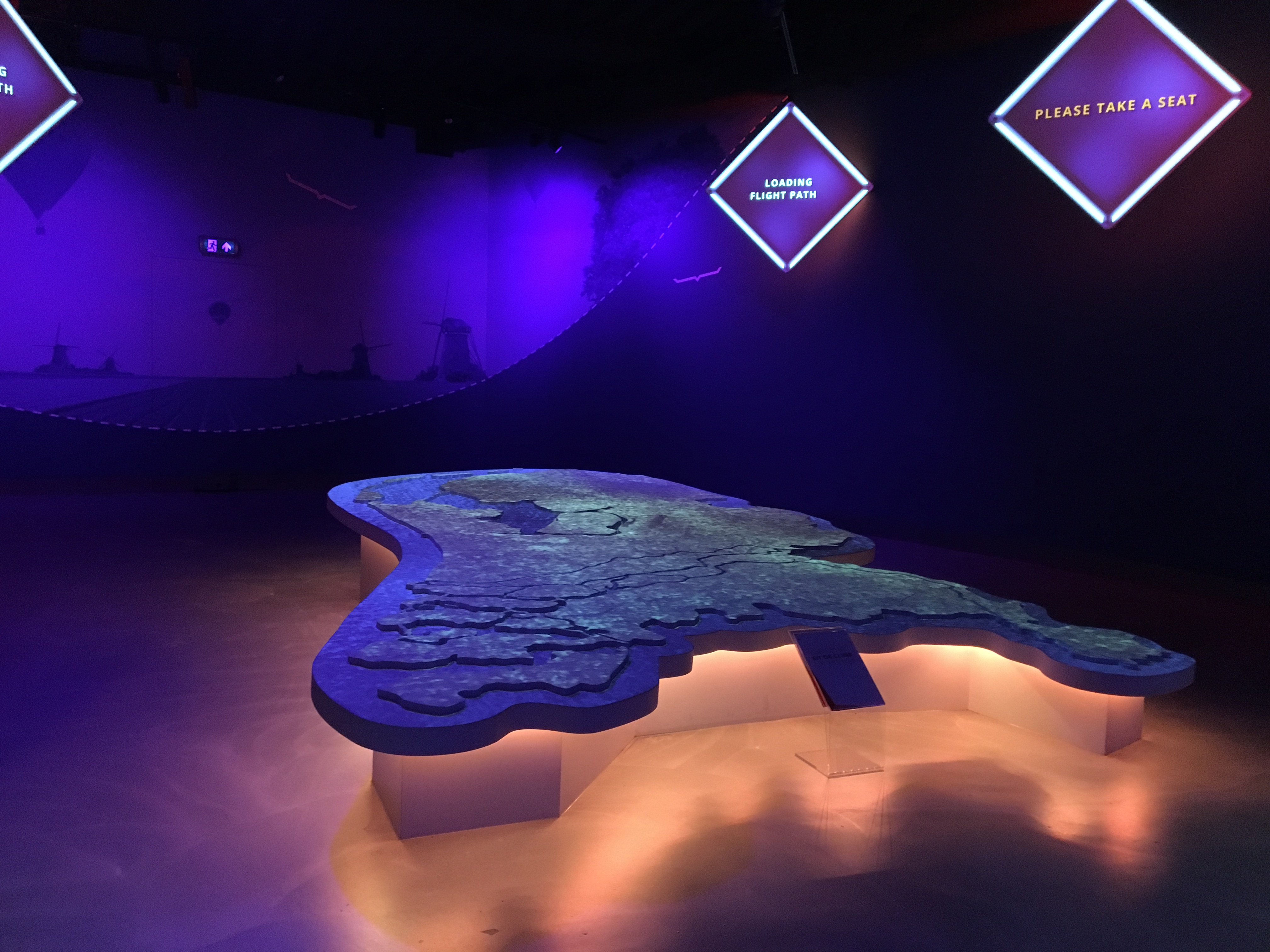
Tweede voorshow.

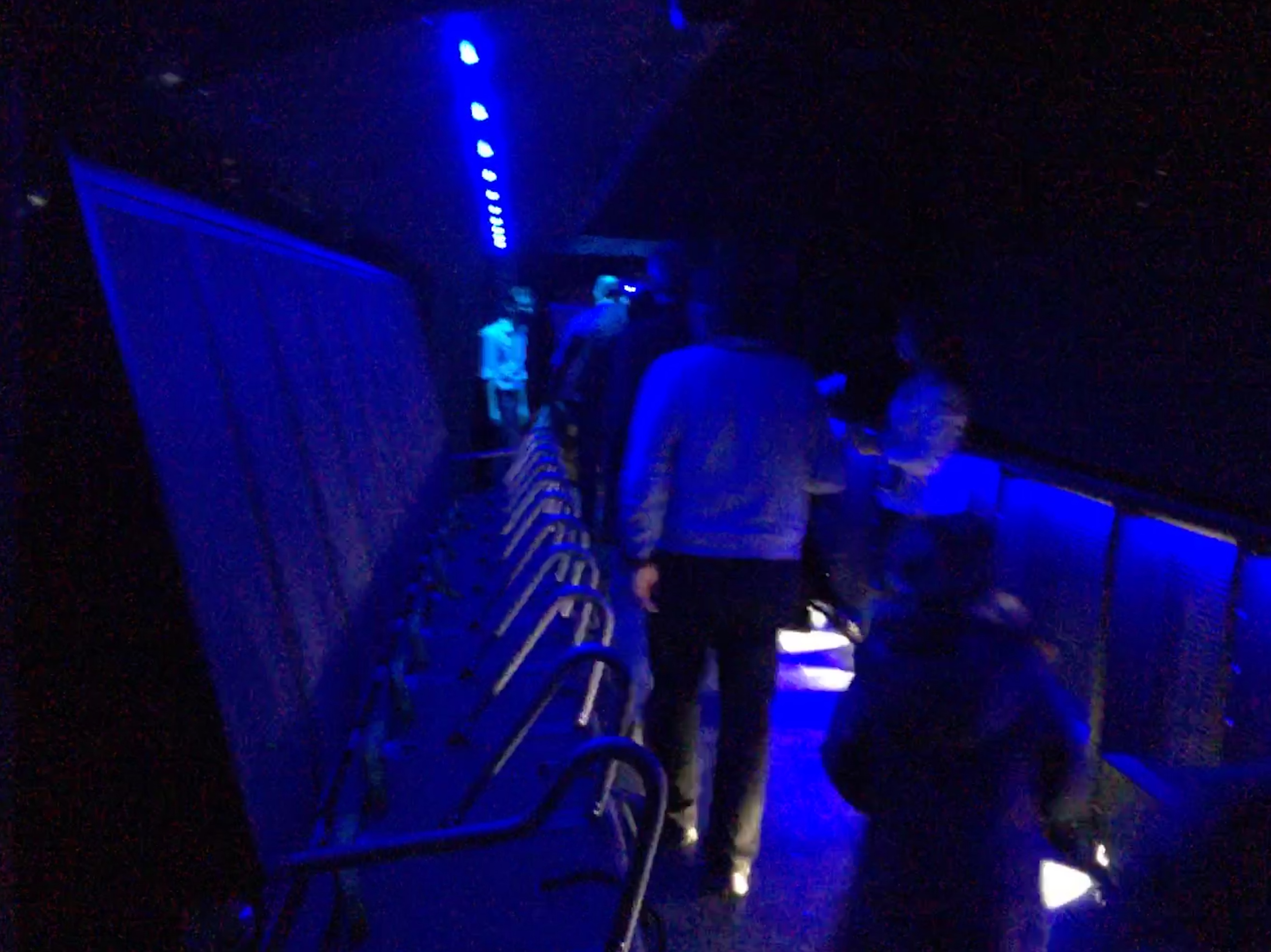
Gondels in de hoofdshow.

### Interactie
Direct na de wachtrij wordt er een 'onride-foto' van alle bezoekers genomen. Deze vindt echter niet plaats in de daadwerkelijke attractie, maar bij een chromakey. Hierdoor lijkt het alsof de gefotografeerde daadwerkelijk vliegt. Hierna komen bezoekers op de eerste verdiepingen waar men de mogelijkheid heeft om diverse vragenlijsten over Nederland in te vullen via interactieve panelen. Ook kan de muur met een QR-code-scanner gescand worden.

### Voorshows
Tijdens de eerste voorshow krijgen bezoekers in een kleine bioscoop een circa 10 minuten durende film over Nederland te zien. Deze werd tot 2024 gepresenteerd door Peter Lusse. Met ingang van juli 2024 vindt de presentatie plaats door Jolijn Henneman.
Na deze voorshow worden bezoekers via een lift naar de volgende verdieping gebracht waar de tweede voorshow gepresenteerd wordt. Hierin worden de locaties waarover de bezoekers zullen 'vliegen' besproken. Ook worden hier de veiligheidsinstructies gegeven voor de hoofdshow.

### Hoofdshow
De hoofdshow, ook wel flight experience genoemd, vindt plaats in een panoramavliegsimulator. Het videoscherm heeft een hoogte van vijftien meter en is bolvormig. Tegenover het scherm staan, verspreid over twee verdiepingen, vier gondels opgesteld. Elke gondel heeft tien zitplaatsen. De gondels worden voorafgaand aan de film enkele meters naar voren geschoven. Hierdoor hangen de gondels minimaal tien meter boven de grond. In de film die daarop volgt worden helikopterbeelden van Nederland getoond. Doordat de gondels meebewegen op de beelden en het scherm bolvormig is, krijgen bezoekers het idee dat zij daadwerkelijk vliegen. Deze negen minuten durende show wordt ondersteund door middel van wind-, geluid- en reukeffecten.

#### Film
In de panoramafilm zijn opnames te zien van Nederlandse landschappen, steden en erfgoed. De film duurt negen minuten en bestaat uit 22 shots van ieder tot 30 seconden. De film is geproduceerd door EMS Films, die eerder de film De Nieuwe Wildernis produceerde.
De locaties die aan bod komen zijn de grachtengordel van Amsterdam, de Zaanse Schans, de bollenstreek, Schiphol, de Nederlandse kust, het IJsselmeer met de Afsluitdijk, de haven van Rotterdam, de kop van Zuid, het Verdronken Land van Saeftinghe, uitkijktoren De Kaap, het Woudagemaal, de Vuurtoren van Marken, slot Loevestein, kasteel Neercanne, kasteel Hoensbroek, paleis Het Loo, Bourtange, Nationaal Park Veluwezoom, Eilandspolder, de Oostvaardersplassen, de Waddenzee en natuurijs in Friesland.
De beelden zijn opgenomen met een 6k-camera met fisheye-objectief. Vanwege deze camera was het noodzakelijk zeer laag te vliegen, waarvoor een ontheffing nodig was. THIS IS HOLLAND kreeg speciaal toestemming van natuurorganisaties, gemeenten en andere instanties om deze beelden te mogen maken. Zo konden er de meest exclusieve beelden worden geschoten van de Amsterdamse Grachten, schaatsers op natuurijs, de tulpenvelden en andere unieke plekken in Nederland. De filmbeelden zijn gemaakt door het vliegbedrijf Cineflight vanuit een Airbus AS355-helikopter.  In totaal is 32 uur film gedraaid.
In 2024 en 2025 is een nieuwe panoramafilm gemaakt voor de attractie. Hiervoor werd in 2023 een speciale grote drone gebouwd met een IMAX-camera. Deze camera heeft net als de camera van de helikopter een fisheye-objectief. Het voordeel van deze drone was dat hiermee zeer laag kon worden gevlogen zonder ontheffing, zodat er ook opnames konden worden gemaakt op plekken waar met ze met de helikopter niet mochten vliegen, zoals de molens van Kinderdijk. Daarnaast was het met de drone mogelijk om om in de Rotterdamse haven een shot te maken rakelings tussen twee schepen, iets wat met de helikopter eveneens geen optie was omdat dit te gevaarlijk zou zijn. Ook konden hiermee beelden van betere kwaliteit worden gemaakt dan met de camera van de helikopter.  De nieuwe film is in de attractie te zien sinds 3 juli 2025. In deze film vliegen de bezoekers over de volgende locaties: Kinderdijk, Radio Kootwijk, De Groote Peel, De Hoge Veluwe, Slot Loevestein, de Waddenzee, het Paard van Marken, de Noordzee, de Oosterscheldekering, het Woudagemaal, Schiphol, de haven van Rotterdam, Bourtange, tulpenvelden in Hoorn, skûtsjesilen in Langweer, luchtballonnen in Vijlen, de Oostvaardersplassen, natuurijs in Friesland, Lakedance Festival in Best, het Museumplein in Amsterdam en de Prinsengracht in Amsterdam.Ook werden in 2024 de voorshows vernieuwd. Hierbij werd presentator Peter Lusse vervangen door Jolijn Henneman. De muziek is gecomponeerd door René Merkelbach, die ook de muzikale inbreng verzorgde bij diverse attracties van de Efteling. Het muziekstuk is uitgevoerd door een 40-koppig orkest.

## Bezoekersaantallen
| Jaar | Bezoekers |
| ---- | --------- |
| 2018 | 195.000   |
| 2019 | 280.000   |

## Gebouw
Het gebouw staat in het Overhoeksplein en heeft huisnummer 51. Het is ontworpen door architect Joep Mollink (Mopet Architecten). Het gebouw wijkt sterk af van de gebouwen in haar omgeving. Die zijn alle (recht)hoekig. Mollink kwam met een ronde toren, die geïnspireerd lijkt op de ronde olietanks (drums) die hier al voor de Tweede Wereldoorlog stonden. Het gebouw heeft een plint van zes meter hoogte, bijna geheel opgebouwd uit glas. De dragende constructie bestaat uit stalen paddenstoelkolommen (een dragend boveneind). Boven die plint komen een met PVCbedekte aluminium structuur die geheel opgebouwd is uit parallellogrammen. Die platen zouden er voor moeten zorgen dat vanuit elk gezichtpunt een andere indruk van het gebouw wordt. 